# Harry Rodermond
Henri ("Harry") Johan Rodermond (Arnhem, 3 januari 1897 – Assen, 29 maart 1983) was een Nederlands voetballer die als aanvaller en als verdediger speelde.

## Clubvoetbal
Rodermond debuteerde in het seizoen 1912/1913 bij Vitesse, waarmee hij drie jaar achtereen kampioen van het oosten werd. In 1914 werd hij met Vitesse bijna landskampioen. Een tegendoelpunt in de laatste minuut in de uitwedstrijd bij HVV maakte een einde aan alle mooie dromen. Jaren later zou "Roo" of "Roodje", zoals zijn bijnamen luidden, alsnog de hoogste eer behalen. In de zomer van 1918 was Rodermond, na het afronden van zijn studie tandheelkunde te Utrecht, naar Groningen getrokken om als tandarts te fungeren voor de aldaar geïnterneerde Engelse soldaten die vlak na het uitbreken van de Eerste Wereldoorlog onder druk van de oprukkende Duitsers vanuit Antwerpen de Nederlandse grens waren overgestoken. Nederland was neutraal en wilde dat blijven, waardoor deze soldaten  geïnterneerd moesten worden. Het duurde niet lang alvorens hij bij Be Quick het voetballen weer oppakte.
De Be Quickers waren hem niet onbekend, reeds verscheidene malen was hij met Vitesse in het strijdperk getreden tegen de Groningers. Monnikenhuize, het terrein van Vitesse, werd op 26 september 1915 geopend met een wedstrijd tegen de noordelijke zwaluwen, waaronder vele Be Quickers. Een paar maanden eerder, op 25 april 1915 werd in Arnhem voor de derde ronde van de beker Vitesse-Be Quick gespeeld. Vitesse won met 2-1 en Rodermond scoorde de eerste goal. "Het Groninger Dagblad" merkte in het wedstrijdverslag op dat Rodermond een subliem voetballer was. Niet heel veel later konden de inwoners van Groningen zich daar regelmatig van overtuigen. Be Quick maakte in 1918 net een gouden periode door. De beste voetballers van het noorden speelden allemaal bij de good old. Het was dan ook niet meer dan logisch dat Rodermond voor de witte brigade ging spelen, waarmee hij zevenmaal kampioen van het noorden werd en waarmee hij in 1920 ook het landskampioenschap  behaalde. Hij debuteerde op 29 september 1918 thuis tegen Frisia en nam afscheid op 10 maart 1929 in de uitwedstrijd bij GVV.

## Vertegenwoordigend voetbal
In 1921 en 1922 speelde hij vijf wedstrijden in oranje waarbij hij ook drie doelpunten maakte. Tweemaal was hij aanvoerder van het Nederlands elftal.
Tevens kwam Rodermond regelmatig uit in regionale vertegenwoordigende elftallen. Bij Vitesse kwam hij uit in het oostelijk elftal. Na zijn komst naar Groningen speelde hij verscheidene malen in het noordelijk elftal, waaronder viermaal in de semi-interland tegen het elftal van Noord-Duitsland, het jaarlijkse hoogtepunt van het noordelijke voetbalseizoen.
Harry Rodermond kwam tweemaal uit in het elftal van De Zwaluwen, in 1914 namens Vitesse en in 1919 namens Be Quick.

## Andere sporten
Naast voetballer was Rodermond ook een zeer fanatiek schaatser. Hij sloeg zelfs weleens een competitiewedstrijd over als hij ook kon schaatsen. Zes keer reed hij de Elfstedentocht uit. Onder andere de barre tocht van 1929. Om zes uur 's ochtends werd vertrokken in een temperatuur van 18 graden onder nul en pas om kwart voor twaalf 's avonds reed hij met de andere Be Quickers, onder wie Evert van Linge, Max en Hans Tetzner en Herman Legger, over de finish in Leeuwarden. Vlak na Sneek kwam hij hard in aanraking met een stalen brugbalk, waardoor hij verder moest rijden met een hevig bloedende wenkbrauw. Het litteken bleef de rest van zijn leven bij hem. Na de finish werd nog even een fles champagne geledigd waarna van een welverdiende nachtrust werd genoten. Lang duurde dit echter niet voor Roo, want hij moest de trein van 06.00 uur pakken om weer op tijd in Assen te zijn voor de eerste patiënt van 08.00 uur.
Tevens is hij ook nog tenniskampioen van Drenthe geweest. Een allround sportman, die tot op zeer hoge leeftijd tandarts is geweest te Assen. Op 29 maart 1983 is hij overleden. Toen was alleen Hans Tetzner nog over van het kampioenselftal van 1920. Deze overleed in 1987, vlak voor de viering van het honderdjarig bestaan.

## Palmares
| Nationaal                |    |                                          |
| Kampioen van Nederland   | 1x | 1920                                     |
| Regionaal                |    |                                          |
| Kampioen van het oosten  | 3x | 1913, 1914, 1915                         |
| Kampioen van het noorden | 7x | 1919, 1920, 1921, 1922, 1923, 1924, 1926 |
| Groninger Dagbladbeker   | 4x | 1919, 1922, 1923, 1925                   |